# Рязанцевское сельское поселение
Рязанцевское се́льское поселе́ние — упразднённое муниципальное образование в Переславском районе Ярославской области Российской Федерации.
Административный центр — посёлок Рязанцево.

## История
Рязанцевское сельское поселение образовано 1 января 2005 года в соответствии с Законом Ярославской области от 21.12.2004 № 65-з. В состав поселения вошли 7 сельских округов — Алексинский, Берендеевский, Дубровицкий, Любимцевский, Рязанцевский, Скоблевский, Смоленский.
С 1 января 2019 года в соответствии с Законом Ярославской области от 13 июня 2018 года N 22-з Рязанцевское сельское поселение вместе с Переславским районом были упразднены, населённые пункты вошли в состав городского округа город Переславль-Залесский.

## Население
| 2007  | 2010  | 2011  | 2012  | 2013  | 2014  | 2015  |
| ----- | ----- | ----- | ----- | ----- | ----- | ----- |
| 7212  | ↘6350 | ↘6322 | ↘6188 | ↘6125 | ↘6122 | ↘6078 |
| 2016  | 2017  | 2018  |       |       |       |       |
| ↘6023 | ↘5881 | ↘5663 |       |       |       |       |

## Состав сельского поселения
| №  | Населённый пункт | Тип населённого пункта          | Население |
| -- | ---------------- | ------------------------------- | --------- |
| 1  | Алексино         | село                            | ↗22       |
| 2  | Аниково          | деревня                         | →0        |
| 3  | Архангельское    | деревня                         | ↗3        |
| 4  | Багримово        | село                            | ↘2        |
| 5  | Бектышево        | село                            | ↘308      |
| 6  | Берендеево       | село                            | ↘1466     |
| 7  | Богородское      | деревня                         | ↘11       |
| 8  | Борисово         | деревня                         | ↘13       |
| 9  | Боронуково       | деревня                         | →0        |
| 10 | Будовское        | село                            | ↘38       |
| 11 | Василисино       | деревня                         | ↘5        |
| 12 | Вёска            | деревня                         | ↘4        |
| 13 | Вёска            | деревня                         | ↘7        |
| 14 | Вилино           | деревня                         | ↘8        |
| 15 | Внуково          | деревня                         | ↘2        |
| 16 | Высоково         | деревня                         | ↗11       |
| 17 | Горки            | деревня                         | ↘461      |
| 18 | Давыдово         | село                            | ↘19       |
| 19 | Дубки            | посёлок                         | ↘766      |
| 20 | Дубровицы        | село                            | ↘257      |
| 21 | Елизарово        | село                            | ↘307      |
| 22 | Ефимьево         | село                            | ↘292      |
| 23 | Забелино         | деревня                         | ↗19       |
| 24 | Иванисово        | село                            | →7        |
| 25 | Икрино           | деревня                         | ↗5        |
| 26 | Ильинка          | деревня                         | →0        |
| 27 | Кабанское        | село                            | ↘29       |
| 28 | Калистово        | село                            | →0        |
| 29 | Карсаково        | деревня                         | →0        |
| 30 | Киучер           | деревня                         | →38       |
| 31 | Клины            | деревня                         | ↘10       |
| 32 | Куряниново       | деревня                         | ↘22       |
| 33 | Лаврово          | село                            | →0        |
| 34 | Лучинское        | село                            | ↘12       |
| 35 | Любимцево        | деревня                         | ↘8        |
| 36 | Милославка       | деревня                         | ↘8        |
| 37 | Михалёво         | село                            | ↘16       |
| 38 | Насакино         | деревня                         | →1        |
| 39 | Нестерово        | село                            | ↗26       |
| 40 | Нечаевка         | деревня                         | →0        |
| 41 | Никольское       | деревня                         | ↘25       |
| 42 | Никулинка        | деревня                         | →0        |
| 43 | Никульское       | село                            | ↘2        |
| 44 | Ново-Беклемишево | деревня                         | →0        |
| 45 | Новосёлка        | деревня                         | ↘3        |
| 46 | Перцево          | село                            | ↘29       |
| 47 | Петрищево        | село                            | ↘29       |
| 48 | Петровское       | село                            | ↗11       |
| 49 | Погост           | деревня                         | ↘6        |
| 50 | Родионцево       | деревня                         | ↘0        |
| 51 | Рождествено      | село                            | ↗12       |
| 52 | Рокша            | посёлок железнодорожной станции | ↘0        |
| 53 | Романово         | село                            | ↘48       |
| 54 | Ростиново        | деревня                         | ↘27       |
| 55 | Рязанцево        | посёлок, административный центр | ↘1043     |
| 56 | Сарево           | деревня                         | ↘30       |
| 57 | Семёновка        | деревня                         | ↘3        |
| 58 | Скоблево         | село                            | ↘6        |
| 59 | Скрипицино       | деревня                         | ↗2        |
| 60 | Славитино        | село                            | ↗50       |
| 61 | Смоленское       | село                            | ↘490      |
| 62 | Соболево         | деревня                         | →0        |
| 63 | Спасс            | село                            | →0        |
| 64 | Стаищи           | деревня                         | ↘3        |
| 65 | Твердилково      | село                            | ↘28       |
| 66 | Филимоново       | село                            | ↘242      |
| 67 | Филипповское     | село                            | ↘21       |
| 68 | Шушково          | деревня                         | ↘13       |
| 69 | Шушково          | посёлок железнодорожной станции | ↘24       |

## Административное деление
Алексинский сельский округ
Включает в себя 1 посёлок, 3 села и 5 деревень.
Посёлок: Дубки.
Сёла: Алексино, Михалево, Перцево.
Деревни: Куряниново, Никулинка, Новоселка, Погост, Семеновка.
Берендеевский сельский округ
Включает в себя 1 село.
Село: Берендеево.
Дубровицкий сельский округ
Включает в себя 7 сёл и 5 деревень.
Сёла: Дубровицы, Кабанское, Лучинское, Никульское, Твердилково, Филимоново, Филипповское.
Деревни: Забелино, Насакино, Никольское, Ново-Беклемишево, Соболево.
Любимцевский сельский округ
Включает в себя 1 посёлок, 3 села и 4 деревени.
Посёлок: при ж/д ст. Рокша.
Сёла: Будовское, Петрищево, Славитино.
Деревни: Борисово, Горки, Любимцево, Стаищи.
Рязанцевский сельский округ
Включает в себя 1 посёлок, 1 село и 10 деревень.
Посёлок: Рязанцево.
Сёла: Елизарово.
Деревни: Аниково, Богородское, Боронуково, Веска, Вилино, Внуково, Высоково, Ильинка, Клины, Сарево.
Скоблевский сельский округ
Включает в себя 6 сёл и 8 деревень.
Сёла: Багримово, Ефимьево, Иванисово, Лаврово, Петровское, Скоблево.
Деревни: Архангельское, Василисино, Веска, Икрино, Карсаково, Милославка, Родионцево, Ростиново.
Смоленский сельский округ
Включает в себя 1 посёлок, 8 сёл и 4 деревни.
Посёлок: при ж/д ст. Шушково.
Сёла: Бектышево, Давыдово, Калистово, Нестерово, Рождествено, Романово, Смоленское, Спасс.
Деревни: Киучер, Нечаевка, Скрипицино, Шушково.